# Paulo Ferreira (ciclista)
Paulo José dos Santos Ferreira (nascido em 11 de maio de 1962, em Vialonga) é um ex-ciclista português, que era profissional entre 1984 e 1988. Ferreira alcançou sua maior vitória ao vencer a quinta etapa do Tour de France 1984.

## Equipas
- Bombarralense - Agriful 1981 - 1982
- Lousa - Trinaranjus 1983
- Sporting - Raposeira 1984 - 1987
- Louletano - Vale Do Lobo 1988

## Palmares
- Geral Grande Prémio Jornal de Notícias ('85)
- Geral Volta ao Alentejo + 1 etapa (83)
- 2x etapas Volta a Portugal + classificaçao pontos ('84)
- 2x etapas Volta ao Algarve ('85, '84)
- 1x etapa Grande Prémio Jornal de Notícias ('82)
- 1x etapa Tour de France ('84)
- 2x etapas Grande Prêmio Torres Vedras-Troféu Joaquim Agostinho ('86, '82)
- venceu Circuito de Cartaxo (81)
- venceu Volta aos Sete - Marinha Grande (82)
- venceu Circuito de Cartaxo (84)
- venceu Volta às Terras de Santa Maria Feira (84)
- venceu Circuito de Alverca (85)
- venceu 12 Voltas à Gafa (85)
- 1x etapa Grande Prémio do Concelho de Loures (85,86)
- venceu Circuito de Rio Maior (85)
- venceu GP Prego lisboa (85)
- venceu Prova Câmara Municipal da Lourinhã (87)
- venceu Circuito da Malveira (87)
- venceu GP Brigada de Transito (88)
- classificação pontos Grande Prémio Correio da Manhã (88)
- classificação sprints Grande Prémio Correio da Manhã (88)
- 1x etapa Volta ao Alentejo (88)

Juniores
1º Campeonato Nacional, Pista, Perseguição, juniores (80)
1º em Campeonato Nacional, Pista, Sprint, Juniores (80)